# Usufrutto
(Digesto 7.1.1, Paulus, 3 ad Vitellium)
L'usufrutto è un diritto reale minore regolato dagli articoli 978 e seguenti del codice civile, consistente nel diritto di un soggetto (usufruttuario) di godere di un bene di proprietà di un altro soggetto (nudo proprietario) e di raccoglierne i frutti, ma con l'obbligo di rispettarne la destinazione economica. Si tratta di un diritto reale di godimento su cosa altrui dal contenuto molto vasto: le facoltà dell'usufruttuario hanno infatti un'estensione che si approssima, pur senza raggiungerla, alla facoltà di godere delle cose spettanti al proprietario, al quale residua la nuda proprietà.
Il diritto di usufrutto è sempre temporaneo. Non può infatti durare oltre la vita dell'usufruttuario o, se questo è una persona giuridica, oltre il termine di trent'anni. L'usufrutto, che viene disposto contro il proprietario, può essere costituito anche a favore di una pluralità di viventi e, se disposto esplicitamente nell'atto che trattasi di usufrutto congiunto, opera fra questi il diritto di accrescimento, estinguendosi in questo caso l'usufrutto alla morte dell'ultimo superstite, diversamente, alla morte di ogni usufruttuario, la relativa quota si consoliderà con la nuda proprietà.
Le spese e le imposte relative al bene sono ripartite tra nudo proprietario (spese per le straordinarie riparazioni) e usufruttuario (spese per l'ordinaria manutenzione e imposte che incombono sul reddito). Il nudo proprietario può rifiutarsi di pagare le spese straordinarie relative alla proprietà, in questo caso l'usufruttuario può decidere di coprire le incombenze e pretendere successivamente il rimborso dei beni versati per sostenere le spese straordinarie al momento della cessazione dell'usufrutto.
La separazione di usufrutto e nuda proprietà è uno schema talora utilizzato nella vendita di immobili. Il valore di mercato dell'immobile viene scontato di un ammontare che decresce con l'età dell'usufruttuario, poiché si prevede rispetto alla vita media un minore numero di anni in cui diventerà pieno l'esercizio dei diritti di proprietà e l'immobile sarà abitabile per l'acquirente. In alcuni casi, è lo stesso proprietario che vende la nuda proprietà dell'immobile per disporre di un reddito integrativo (per la vecchiaia in particolare), e si tiene l'usufrutto.
L'intestatario dell'immobile è certo della nuda proprietà, mentre può essere privato dell'usufrutto se non esercita i diritti a esso legati (come la domiciliazione o l'affitto). I sindaci non hanno poteri di espropriazione forzata, ma la legge conferisce loro il potere di requisizione degli immobili disabitati e sfitti da un periodo maggiore di 7 anni, per porre rimedio a una situazione di caro-case e di emergenza abitativa. Il principio applicato è quello del primato della pubblica utilità sull'interesse privato, e in base a questo il Comune diventa l'usufruttuario che assegna gli immobili a persone residenti, e incassa un affitto da quanti si trasferiscono ad abitare negli appartamenti confiscati.

## L'usufrutto in diritto romano
Usufructus est ius alienis rebus utendi fruendi, salva rerum substantia: è la definizione dell'istituto di diritto romano, per il quale «l'usufrutto è il diritto di usare e usufruire di cose altrui senza alterarne la natura e la consistenza».
In diritto romano l'usufrutto nasce come diritto reale di godimento su cosa altrui, ossia come uno degli iura in re aliena, in base al quale il titolare poteva usare (uti) il bene oggetto del diritto in vista percepirne i frutti (frui), e più in generale tutto ciò che ne rappresentava reddito normale. Il diritto aveva tipicamente come oggetto una res fruttifera e inconsumabile.
In origine (III secolo a.C.), verosimilmente, il diritto di usufrutto fu escogitato dalla giurisprudenza romana per svolgere verosimilmente una funzione alimentare: il testatore imponeva all'erede, mediante un legatum sinendi modo, di lasciar percepire periodicamente i frutti di una cosa fruttifera alla vedova a cui era stato legato da matrimonio sine manu, e che per questa ragione, non entrando a far parte della famiglia del marito, non poteva succedergli. Nasceva così la figura dell'usufrutto uxorio, che tanto spazio avrebbe trovato nel diritto successorio dei secoli seguenti.
Per ovviare alla palese forzatura che si veniva a realizzare in tal modo, si ammise in seguito che l'usufrutto potesse essere costituito mortis causa mediante legatum per vindicationem, legato a effetti obbligatori. Per la sua originaria funzione alimentare l'usufrutto in un primo momento si poté costituire solo a favore di persone fisiche. Successivamente però, in epoca classica, si ammise che potesse esserne beneficiario anche una persona giuridica. Il giurista Paolo definì l'istituto come «il diritto di usare e fruire della cosa altrui, facendone salva la sostanza» (ius alienis rebus utendi fruendi, salva rerum substantia).
Caratteri fondamentali dell'istituto erano: 
- la correlazione con la sostanza materiale della cosa e forse con la sua destinazione economica: l'usufruttuario, pertanto, non poteva mutare, neppure in positivo, la destinazione del bene, né compiere atti di disposizione dello stesso;
- la connessione inscindibile con la persona dell'usufruttuario: il diritto si estingueva in ogni caso con la sua morte o con la sua capitis deminutio;
- la temporaneità: l'usufrutto si estingueva al più tardi con la morte dell'usufruttuario. Era infatti ritenuto iniquo che il nudo proprietario sopportasse a tempo indeterminato la privazione del godimento del bene in piena proprietà.

A tutela dell'istituto era concessa una vindicatio ususfructus, sul modello della vindicatio servitutis, chiamata anche, già dalla tarda età classica, actio confessoria servitutis. Oltre che con la morte o la capitis deminutio dell'usufruttuario, l'usufrutto si estingueva per consolidatio (nel momento in cui venivano a coincidere nella stessa persona le figure dell'usufruttuario e del nudo proprietario), per remissio e per non usus, modi di estinzione sostanzialmente corrispondenti a quelli previsti per la servitù, in tutto e per tutto trasferiti nella regolazione contemporanea dell'istituto.

## Usufrutto legale e volontario
L'art. 978 c.c. dispone che "l'usufrutto è stabilito dalla legge o dalla volontà dell'uomo. Può anche acquistarsi per usucapione".
L'usufrutto legale ha perduto la sua importanza con la soppressione della dote e dell'usufrutto del coniuge nelle successioni legittime: resta l'usufrutto dei genitori sui beni dei figli minorenni. In quest'ultimo caso i frutti così percepiti debbono essere destinati al mantenimento della famiglia e all'istruzione e all'educazione dei figli. Si perde con la decadenza dalla responsabilità genitoriale.
L'usufrutto stabilito "per volontà dell'uomo" è quello costituito per contratto o testamento.
Un'ipotesi particolare di usufrutto volontario è quella della vendita con riserva d'usufrutto. In tal caso si ha un unico negozio (e si stipula un unico contratto), con il quale l'alienante trasferisce la sola nuda proprietà, riservando per sé i diritti di godimento inerenti all'usufrutto. Diffuso nella pratica, è un caso particolare di cessione del bene a familiari (in genere figli, da parte dei genitori) che anche qualora disposta nella forma di compravendita è qualificata d'ufficio come donazione, per il recepimento di specifica disposizione in materia fiscale. Questa modalità è utilizzata pure da persone che hanno necessità di realizzare una vendita per immediato bisogno di contante, e talora stipulano un patto di riscatto per rientrare quanto prima nel possesso della piena proprietà.
Anche quando l'usufrutto si costituisce per contratto, questo esaurisce la propria funzione nella costituzione del diritto reale su cosa altrui. Non c'è rapporto di corrispettività fra i diritti del nudo proprietario e quelli dell'usufruttuario.

## Diritti e doveri dell'usufruttuario
L'usufruttuario ha diritto di conseguire il possesso dei beni (art. 982 c.c.), previa redazione dell'inventario dei beni e previa prestazione di idonea garanzia, dalla quale sono però esonerati gli usufruttuari legali e l'alienante con riserva di usufrutto.
Gli abusi nei quali incorra alienando i beni o deteriorandoli o lasciandoli perire può condurre alla estinzione anticipata dell'usufrutto (secondo il principio per il quale l'abuso fa perdere il diritto del quale si è abusato).
Al termine dell'usufrutto, l'usufruttuario dovrà restituire la cosa al proprietario, nello stato in cui si trovava quando l'ha ricevuta, salvo il deterioramento derivante dall'uso. Quando si tratta di universalità di beni mobili, dovrà reintegrarla delle singole cose perite. Il criterio in base al quale giudicare il modo con il quale egli ha custodito, sarà quella dell'ordinaria diligenza del buon padre di famiglia.

## Il quasi-usufrutto
L'usufrutto può avere come oggetto cose consumabili o fungibili. In questo caso, solitamente definito come "quasi-usufrutto", l'usufruttuario dovrà restituire, al termine dell'usufrutto, il loro equivalente in quantità e qualità.
In alcuni casi un usufrutto si converte in quasi-usufrutto: si trasferisce sull'indennità dovuta dal terzo che ha cagionato il perimento della cosa; si trasferisce, in caso di perimento di cosa assicurata, sull'indennità dovuta dall'assicuratore (art. 995 c.c.).
Ma in questo caso non si ha un diritto reale su cosa altrui. Infatti il soggetto che riceve i beni consumabili ne diventa proprietario e ha l'obbligo di restituire un tandundem (un'uguale quantità di beni dello stesso genere alla scadenza del contratto).
L'art. 995 c.c. comprende cose consumabili: l'usufruttuario ha diritto di servirsene e ha l'obbligo di pagarne il valore al termine dell'usufrutto secondo la stima convenuta. Mancando la stima si ha un'obbligazione con facoltà alternativa a carico dell'usufruttuario, o di pagare il valore che le cose hanno al termine dell'usufrutto o restituirne altre di uguale qualità e quantità.
Il quasi-usufruttuario acquista non solo il godimento dei beni, ma anche la proprietà degli stessi e può disporne in modo pieno, essendo obbligato solo a restituire o il tantundem o il corrispondente valore.
Discussa è la natura di tale diritto: secondo una dottrina minoritaria che ammette l'istituto della proprietà temporanea, la fattispecie dell'articolo, attribuendo al quasi-usufruttuario la qualifica di vero e proprio proprietario, non è usufrutto, ma una delle ipotesi previste dal codice di proprietà temporanea. Il passaggio di proprietà delle cose consumabili avviene al momento stesso della costituzione del diritto, in virtù del principio consensualistico dell'art. 1376 c.c.
Viceversa la dottrina preferibile ritiene che la fattispecie prevista dall'art. 995 c.c. è sempre e comunque un diritto di usufrutto, un diritto reale di godimento su cosa altrui con la peculiarità dovuta all'oggetto: cose consumabili, cioè quei beni la cui normale utilizzazione comporta la loro consumazione, distruzione o esaurimento (insomma beni che non possono essere utilizzati più di una volta). 
Data questa loro caratteristica, i beni consumabili possono formare esclusivamente oggetto di diritto di proprietà e non di diritti minori. I beni inconsumabili, invece, non si distruggono con un solo utilizzo e possono essere usati più volte, e pertanto possono essere oggetto di diritti reali minori: in questa categoria rientrano anche i beni deteriorabili (art. 996 c.c.), che devono essere restituiti nello stato in cui si trovano.
La peculiarità della fattispecie è che, pur trattandosi di usufrutto, l'usufruttuario ne acquista comunque la proprietà (né potrebbe essere altrimenti, visto che i beni sono destinati a esaurirsi). Il problema che si pone è: quando si acquista tale proprietà?
Secondo la tesi minoritaria sopra vista l'acquisto avviene ex art. 1376 c.c., cioè al momento stesso del perfezionamento del contratto; viceversa, per la teoria preferibile l'acquisto della proprietà in capo al quasi-usufruttuario non avviene immediatamente e automaticamente al momento della costituzione del diritto, ma solo nel momento in cui i beni verranno mescolati con gli altri beni dell'usufruttuario, ovvero nel momento in cui essi verranno consumati o alienati a terzi.